# Spellemannprisen 1975
Der Spellemannpris 1975 war die vierte Ausgabe des norwegischen Musikpreises Spellemannprisen. Die Nominierungen berücksichtigten Veröffentlichungen des Musikjahres 1975. Die Preisverleihung fand am 28. Februar 1976 statt und wurde von Rolv Wesenlund moderiert. In der Jury saßen Finn Jor, Ella Arntsen, Rowland Greenberg, Yan Friis und Øivind Bergh. Den Ehrenpreis („Hedersprisen“) erhielt Otto Nilsen.

## Gewinner
| Kategorie                                               | Gewinner                                | Werk                                       |
| ------------------------------------------------------- | --------------------------------------- | ------------------------------------------ |
| Barneplate (Kinderplatte)                               | Thorbjørn Egner                         | Ole Brumm og vennene hans                  |
| Gammeldansplate (Gammeldans-Platte)                     | Sture Rogne, Ragnar Danielsens ensemble | Det glade Aalesund - Per Bolstad 1875-1975 |
| Jazzplate (Jazz-Platte)                                 | Laila Dalseth                           | Just friends                               |
| Juryens hederspris (Ehrenpreis der Jury)                | Otto Nilsen                             | –                                          |
| Pop/Rockplate (Pop/Rock-Platte)                         | Prudence                                | Takk de dokk                               |
| Seriøse instrumentalplate (Seriöse Instrumental-Platte) | Kjell Bækkelund                         | Villarkorn                                 |
| Seriøse vokalist (Seriöser Vokalist)                    | Hallgerd Benum Dahl                     | Halfdan Kjerulf - romanser                 |
| Viseplate (Weisen-Platte)                               | Stein Ove Berg                          | Visa di                                    |
| Vokalist                                                | Anne Lise Gjøstøl                       | Anne Lise Gjøstøl                          |
| Åpen Klasse (Offene Klasse)                             | Per Aabel                               | H.C. Andersens eventyr                     |

## Nominierte
Barneplate
- Kjersti Døvigen, Helge Reiss: Det blå folket
- Thorbjørn Egner: Ole Brumm og vennene hans
- Øivind Blunck, Sverre A. Ousdal: Hei! - Klabb og Babb

Gammeldansplate
- Arnstein Johansens kvartett, Sverre Cornelius Lund: Spell og dans
- Oddvar Fingarsen, Thorleif Stave, Ola Rygg: Toradertrioen frå Hallingdal
- Sture Rogne, Ragnar Danielsens ensemble: Det glade Aalesund - Per Bolstad 1875-1975

Jazzplate
- Laila Dalseth: Just friends
- Royal Garden Jazzband: Royal Garden Jazzband
- Østerdalsmusikk: Østerdalsmusikk

Pop/Rockplate
- Folque: Kjempene på Dovrefjell
- Hot Socks: Hot socks
- Prudence: Takk de dokk

Seriøse instrumentalplate
- Den Norske Blåsekvintett: Contemporary music from Norway
- Kjell Bækkelund: Villarkorn
- Musikkselskabet Harmoniens Orkester: Johan Svensen - Norske Rapsodier

Seriøse vokalist
- Hallgerd Benum Dahl: Halfdan Kjerulf - romanser
- Kari Frisell: Agathe Backer Grøndahl - romanser
- Olav Eriksen: Halfdan Kjerulf - romanser

Viseplate
- Hege Tunaal: Roser og tistler
- Jon Arne Corell: Enda en vår - tilby en sang
- Stein Ove Berg: Visa di

Vokalist
- Anne Lise Gjøstøl: Anne Lise Gjøstøl
- Gro Anita Schønn: Ikke gråt om det er vinter og snør
- Stein Ingebrigtsen: Stein

Åpen Klasse
- Familien Buen: Familien Buen med folkemusikk fra Jondalen og Tuddal
- Flåklypa Grand Prix: Flåklypa Grand Prix
- Per Aabel: H.C. Andersens eventyr